# Марагоне, Бернардо

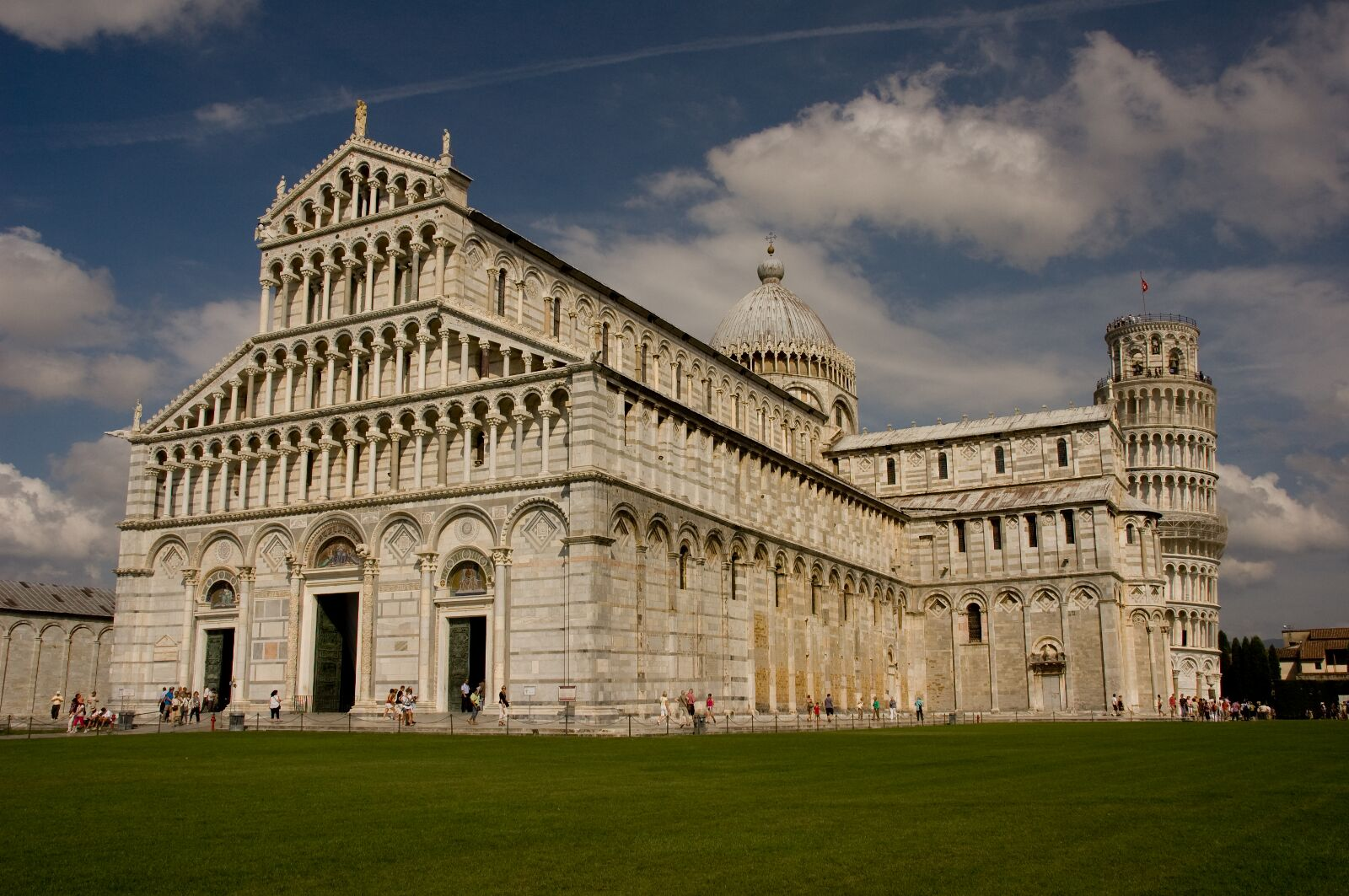
Кафедральный собор Санта-Мария-Ассунта в Пизе, вторая пол. XI в.

Бернардо ди Умберто Марагоне, или Марангоне (итал. Bernardo Maragone, лат. Bernardus Marago, или Bernardus Pisanus; около 1108 или 1110, Пиза — между 1182 и 1188, или около 1190, там же) — средневековый итальянский хронист, правовед и чиновник из Пизы, автор «Пизанских анналов» (лат. Annales Pisani), один из летописцев Пизанской республики.

## Биография
Несмотря на то, что в документах пизанской коммуны с 1142 по 1186 год Бернардо упоминается неоднократно, большая часть информации о нём может быть извлечена лишь из его хроники. Родился он в 1108 или 1110 году в незнатной семье, судя по родовой фамилии, связанной с корабельным или плотницким делом (ср. итал. marangyne — «водолаз», «плотник»). О его отце Уберто (итал. Uberto) практически ничего неизвестно, зато имя его старшего сына Салема (итал. Salem) однозначно говорит о связях с исламским миром или Северной Африкой. Возможно, его дед принимал участие в морской экспедиции Пизанской республики на султанат Махдия в Тунисе в 1087 году, привезя себе оттуда жену-мусульманку, однако гипотеза эта не имеет на сегодняшний день документальных доказательств.
Получив юридическое образование, он считался признанным знатоком права, как и его потомки. При этом проживал он не в самой Пизе, а в пригороде Форипорта, территория которого включена была в городскую черту лишь во второй половине XII века.
Из «Анналов» его можно извлечь, что в марте 1151 года он участвовал в пизанском посольстве в Рим, заключившим с папой Евгением III мирный договор, урегулировавший, среди прочего, взимание пошлин за плавание по реке Тибр, а с 1158 года исполнял обязанности выборного судьи по торговым делам, переизбираясь на эту должность 12 раз. 10 мая 1164 года он в должности «provisor ac legatus Pisanus», вместе с пизанским консулом Раньери Гаэтани, присутствовал на совещании в Сан-Дженезио с имперским канцлером и архиепископом Кёльна Райнальдом фон Дасселем, после чего вместе со своим коллегой по суду Ильдебрандо дель фу Пагано сопровождал консулов Гаэтани и Ламберто Крассо да Сан-Кашиано в Маремму и Вальдеру, для закрепления юрисдикции республики над этими областями.
В документах городского архива он лишь единожды, 8 июня 1163 года, упоминается в качестве судьи, зато трижды фигурирует в качестве свидетеля: 19 октября 1142 года при опровержении консулами Вады перед консулами Розиньяно-Мариттимо приговора, вынесенного судьями архиепископа Больдовино, 3 января 1154 года при оформлении дара архиепископа Виллано городской больнице у моста Осчоне и 21 мая 1170 года при подписании судебного приговора с приложением поручительства частного лица от 18 марта 1165 года. Последнее документальное поминание о нём датируется 10 апреля 1186 года, когда в присутствии его сына Салема составлен был акт «Пизанцами из Форипорта под крыльцом дома Бернардо Марагоне» (лат. Pisis in Foriporta sub porticu domus Bernardi Maragonis).
Также Марагоне упоминается в «Житии Святого Райнериуса Пизанского», написанном вскоре после смерти блаженного в 1160 году каноником кафедрального собора Бенинкаса, который, в частности, рассказывает, что во время болезни члена консульской семьи Энрико Ромеллы хронист был послан за освящённой праведником святой водой, после чего произошло чудесное исцеление больного, исповедовавшегося перед этим также в своих грехах.
Под 1181 годом в «Пизанских анналах» сообщается: «Окончил свой труд Бернардо ди Марагоне, человек праведный и мудрый, на всё готовый ради чести города, и словом, и делом, на суше и на море, доживший до восьмидесяти лет в почтенной старости, увидевший потомков своих до третьего и четвёртого поколения. Всё это увидел он и узнал по милости всемогущего Бога, и составил эти записи вместе с сыном своим Салемом, искусным законоведом, здравым в суждениях и скорым в делах, который развил задатки и превзошёл своего отца, став доктором права, человёком учёнейшим и благородным, прославившим город Пизу. С этого места и далее записывать будет один Салем, во славу Бога, царствие которого не скончается во веки веков».
Политически активный и предпримчивый член родной коммуны, пользовавшийся заслуженным уважением со стороны сограждан, Марагоне жил и трудился, очевидно, не только в самом городе, но и за его пределами, что объясняет его интерес к странам Средиземноморья. Это характерно для многих его образованных современников-пизанцев, привыкших сочетать мореплавание, торговую и финансовую деятельность, а также операции с городской и загородной недвижимостью, с нотариальным делом и юриспруденцией.
Точное время и место смерти Марагоне не установлены, но в городских документах периодически упоминаются его потомки, судьба которых прослеживается вплоть до второго десятилетия XIV века, за исключением старшего сына Салема, известного правоведа, занимавшего должность судьи в городских трибуналах в 1160, 1162, 1164, 1166, 1173, 1177, 1186, 1191 и 1192 годах, а 29 июня 1181 года избранного в качестве сенатора в состав комиссии арбитров для переговоров с Луккой. Проживая, как и его отец, в Форипорте, он умер 23 декабря 1199 год. Вдова его, Бона дель фу Пагано, дочь вышеупомянутого судьи Ильдебрандо, принадлежала к старинной пизанской семье, проживавшей в Чинзике, поблизости от капеллы Сан-Себастьяно, к югу от реки Арно.

## Сочинения
«Пизанские анналы» (лат. Annales Pisani) Марагоне, первоначально составлялись, вероятно, на тосканском диалекте итальянского языка (итал. volgare), в XII столетии сравнительно мало отличавшемся от народной латыни, но затем переведены были на латынь классическую. Однако эти оригинальные записи утрачены были ещё в Средние века, и полностью анналы дошли до нас лишь в переводе на итальянский язык XV—XVI веков. Анализ сохранившихся редакций их текста показывает, что он являлся результатом соединения различных черновых отрывков, поскольку оригинальная работа Марагоне, относящаяся к современному ему периоду, задумана была несколькими десятилетиями позже.
Основными источниками для анналов, помимо документов городского архива и личных воспоминаний, послужили: «Бревиарий» Флавия Евтропия, трактат «О чудесных явлениях» Юлия Обсеквента (IV в. н. э.), «История против язычников» Павла Орозия (417 г. н. э.), «Церковная история народа англов» Беды Достопочтенного (около 732 г.), анонимная «Песнь о победах пизанцев» (лат. Carmen in victoriam Pisanorum), посвящённая походу на тунисскую Махдию 1087 года, составленная в 1120-х годах анонимным пизанским клириком, участником Первого крестового похода, латинская «История победных деяний пизанцев» (лат. Gesta triumphalia per Pisanos facta), а также доведённая до 1136 года «Пизанская хроника» (лат. Chronicon Pisanum) и анналы монастыря Св. Сикста.
Начав с сотворения мира и описав в нескольких фразах священную и римскую историю, автор начинает погодное изложение событий со времён Пипина Геристальского (688), уделив всего восемь погодных статей эпохе Каролингов и шесть южной Италии IX—X веков. Лишь с 971 года записи в анналах приобретают летописный характер, а с 1004 года начинаются известия, касающиеся истории города Пизы, которые со второй половины XI века становятся более развёрнутыми. В первые десятилетия XII века сообщения становятся более точными, с 1136 года более подробными, и особенно расширенными с 1158 года, когда в них начинается указание городских магистратов. При этом анналист неукоснительно следует пизанскому календарному стилю, опережающему общепринятое летосчисление на один год. Изложение продолжается до марта 1184 года, после чего следует единичное известие о продовольственном кризисе в городе, датируемое маем 1191-го, но прерванное на середине фразы. Поэтому остаётся неизвестным, как долго Салем продолжал труд своего отца и причины появления в нём лакуны за 1184—1191 годы.
По своему идейному содержанию анналы целиком направлены на прославление Пизы и её граждан, с особым интересом ко внутренним городским событиям, включая общественные мероприятия вроде основания баптистерия Св. Иоанна, закладки колокольной башни кафедрального собора, строительства стен, укрепления портовых строений и гидротехнических сооружений. От внимания анналиста не ускользают ни пожары, ни голодовки, ни суровые зимы, ни наводнения, ни небесные знамения, не исключая торжественных бракосочетаний и уголовных преступлений. Особенный интерес вызывают точные цифровые данные относительно стоимости товаров, включая продукты питания, а также численности войск и эскадр. В области внешней политики уделяется внимание отчетам посольств, а также описаниям военных действий, морских и сухопутных, обстоятельства которых излагаются детально, с традиционным противопоставлением пизанцев их извечным врагам — гражданам Генуи и Лукки, а также сарацинам и норманнам южной Италии.
В частности, подробно описывается Балеарская экспедиция Пизанской коммуны 1113—1115 годов, предпринятая совместно с графом Барселоны Рамоном Беренгером IV и правителями Окситании, направленная против мусульманских пиратов и окончившаяся временным захватом христианами Мальорки и Ибицы. В то же время, политически ангажированный автор анналов проявляет весьма избирательный интерес к внешнеполитическим событиям. Так, подробно и красочно описав сражение рыцарей далёкого Иерусалимского королевства с Саладином при Монжизаре (1177), он вовсе умалчивает об исторической победе сил Ломбардской лиги над имперскими войсками при Леньяно (1176), что объясняется симпатиями правящих кругов Пизы по отношению к Фридриху Барбароссе.
Довольно необычным для городской хронистики того времени является «интернациональный» характер всего произведения, содержащего массу известий о странах Средиземноморья, от Сардинии до Египта и Магриба, от Нормандского королевства на юге Италии до Византии и заморских государств крестоносцев. Поскольку оба автора, отец и сын, не только принадлежали к пизанской элите, но и являлись экспертами в области права, они уделяют немалое внимание дипломатической, судебной и деловой документации, к которой, благодаря выполняемым ими общественным обязанностям, они имели беспрепятственный доступ.
Составленные в восьмидесятых годах XII века, между миром с Луккой в (1181) и смертью императора Фридриха (1190), анналы обнаруживают также тесную связь с политикой последнего. Предприимчивые пизанцы, остро конкурировавшие с другими городами Северной Италии, связывали с ним немалые надежды, позволявшие укрепить свои позиции не только в Тоскане, но и во всём Средиземноморском регионе. Описанная в анналах эпоха глубоких политических, юридических и экономических преобразований, сопровождавшихся реорганизацией административной и социальной структуры коммуны, являлась благоприятной для Пизы, вошедшей с число сильнейших и наиболее влиятельных городских центров.
Все эти аспекты, однако, характерны главным образом для итальянской «черновой» версии анналов, но не для «беловой» латинской, подвергшейся, вероятно, некоторой цензуре, но на сегодняшний день единственной полностью сохранившейся.
Редактор латинской редакции удалил почти все списки магистратур с 1158 по 1172 год и ещё восемнадцать рубрик, а также упростил текст, опустив не только острые политические моменты, но и детальные характеристики персонажей и хвалебные эпитеты в адрес пизанцев и императора Фридриха. Вероятно, вся исключённая им информация уже не имела большого значения для современных ему читателей, но, в то же время, могла быть превратно истолкована противоборствующими группировками гвельфов и гибеллинов. Упорядочив текст анналов в хронологическом порядке, он допустил при этом неизбежные расхождения, вынуждающие современных исследователей сверять его с итальянской версией, составленной, вероятно, не ранее середины XIV века не слишком образованным уроженцем Пизы, допустившим столько грамматических и стилистических ошибок, что целые предложения стали малопонятными.
«Анналы Пизы» имели нескольких продолжателей, из числа которых известен каноник её кафедрального собора Микеле да Вико, дополнивший их сообщениями до 1269 года.

## Рукописи и издания
Содержащий массу информации о выдающихся гражданах, городских судьях, общественных работах, международных отношениях и военных мероприятиях города, этот важный исторический источник впоследствии получил довольно ограниченное распространение, сохранившись всего в нескольких рукописях.
Кодексы эти можно разделить на две группы, одна из которых содержит более сжатую и обобщённую латинскую версию и представлена тремя манускриптами, старейший из которых находится в Парижской библиотеке Арсенала (MS № 1110) и датируется XIII столетием. Он представляет собой конволют, в состав которого также входят анонимные заметки о городских событиях XII века, копии указов императора Фридриха I и история римского папы Сильвестра, текст же самих анналов обрывается на сообщении о походе короля Сицилии Вильгельма II Доброго в Египет в 1174 году. В XVI веке с этой рукописи были сделаны две копии, одна из которых, текст в которой начинается с 971 года, принадлежит руке пизанского историка Рафаэлло Рончиони и хранится в Государственном архиве Пизы (MS № 344), а другая, (MS № 105), содержащая лишь фрагмент анналов за 1162—1174 годы, дополненный выписками из итальянского оригинала, находится в собрании Архива Пизанского капитула.
Расширенная версия анналов на итальянском языке дошла до нас в единственной рукописи второй половины XVI столетия, имеющей лакуны в изложении событий до 1011 года, а также за 1147—1153 и 1172—1175 годы. Она разделена на две части, одна из которых (MS № 105) хранится в Архиве пизанского капитула, а другая (MS № 352) в Архиве Рончиони (итал. Archivio Roncioni).
Впервые «Пизанские анналы» были изданы в 1725 году в Милане церковным историком Лудовико Антонио Муратори в VI томе подготовленного им многотомного издания «Историописатели Италии» (лат. Rerum Italicarum Scriptores), но без указания имён авторов и в составе компиляции, составленной вышеназванным да Вико. Парижский список латинской версии анналов, переведённый в 1832 году Дж. Молини, опубликован был в 1845 году во Флоренции историком-архивистом Франческо Бонаини во второй части VI тома «Исторического архива Италии» (итал. Archivio storico italiano) под заглавием «Старинная хроника пизанцев» (лат. Vetus Chronicon Pisanorum), и в 1866 году переиздан в Ганновере немецким историком Георгом Перцем в XIX томе «Monumenta Germaniae Historica» под заглавием «Пизанские анналы Бернардо Марангоне» (лат. Bernardi Marangonis Annales Pisani).
Оба издателя использовали для заполнения лакун латинской редакции компиляцию да Вико, и лишь переиздавший анналы в 1930 году в Болонье историк Микеле Луппо Джентиле, располагавший уже итальянским их списком, открытым в конце XIX века Луиджи Альфредо Боттеги и содержавшим вышеприведённую запись за 1181 год, окончательно подтвердил авторство Бернардо Марагоне и его сына.
В 2021 году увидел свет первый комментированный русский перевод анналов, выполненный по болонскому изданию 1930 года доцентом кафедры истории России средних веков и раннего Нового времени РГГУ Д. А. Боровковым, включившим его в сборник «Императоры Священной Римской империи в хрониках и деяниях XI—XII веков», подготовленный для серии «CHRONICON» санкт-петербургского издательства «Евразия».

## Память
- Имя Бернардо Марагоне носит улица Via Bernardo Maragone в Пизе.

## Публикации
- Бернардо Марагоне. Пизанские анналы // Императоры Священной Римской империи в хрониках и деяниях XI—XII веков / Пер. и комм. Д. А. Боровкова. — СПб.: Евразия, 2021. — С. 186–298. — (CHRONICON). — ISBN 978-5-8071-0550-9.
- Chronica varia Pisana // Rerum Italicarum scriptores. Raccolta di fonti, ideata da Ludovico Antonio Muratori. — Tomus VI. — Mediolani: Typographia Societatis Palatinae in Regia Curia, 1725. — coll. 99–198.
- Bernardi Marangonis vetus chronicon Pisanum ex ms. codice bibliothecae armamentarii Parisiensis, a cura di Francesco Bonaini // Archivio storico italiano. — Seria 1. — Tomo 6. — Parte 2a. — Firenze, 1845. — pp. 1–71.
- Bernardi Maragonis Annales Pisani, edidit Georgius Heinricus Pertz // Monumenta Germaniae Historica. — Tomus XIX. — Hannoverae, 1866. — pp. 236–266. — (Scriptores).
- Gli Annales Pisani di Bernardo Maragone // Rerum Italicarum scriptores, a cura di Michele Lupo Gentile. — Tomo VI. — Parte 2. — Bologna: N. Zanichelli, 1930. — xx, 223 p.
- Bernardo Maragone. Gesta Triumphalia per Pisanos Facta. Edizione critica, traduzione e commento di Giuseppe Scalia. — Florence: Sismel–Edizioni del Galluzzo, 2010. — xcviii, 59 pp. — (Edizioni nationale dei testi mediolatini. Serie II, 24). — ISBN 978-88-8450-353-4.